# Marstrand (naturreservat)
Marstrand är ett naturreservat i Kungälvs kommun i Västra Götalands län.
Området är naturskyddat sedan 2017 och är 986 hektar stort. Reservatet omfattar Marstrandsön och Koön med omgivande vatten och småöar/kobbar, utanför bebyggelse. Reservatet består av hällmarker, strandängar och ädellövskog.